# Печатка Делаверу
Печатка Делаверу була прийнята 17 січня 1777 року. Вона містить державний герб, оточений написом «Great Seal of the State of Delaware» (укр. «Велика печатка штату Делавер») та датами «1704», «1776» та «1787».